# Bazooka Blitzkrieg
Bazooka Blitzkrieg (Destructive in Giappone) è un videogioco per Super Nintendo Entertainment System pubblicato dalla Bandai nel 1992. È uno dei pochi che usufruisce della pistola a raggi infrarossi Super Scope.